# Minuskel 93
Minuskel 93 (in der Nummerierung nach Gregory-Aland), α 51 (von Soden) ist eine griechische Minuskelhandschrift des Neuen Testaments auf 270 Pergamentblättern (22,8 × 17,7 cm). Mittels Paläographie wurde das Manuskript auf das 10. Jahrhundert datiert. Die Handschrift ist nicht vollständig.

## Beschreibung
Die Handschrift enthält den Text des Neuen Testaments außer den Evangelien mit Lücken (Römerbrief 16,17–27; 1 Korintherbrief 1,1–7; Hebräerbrief 13,15–25; Offenbarung 1,1–5). Der Text der Offenbarung 1:1–5 wurde durch eine spätere Hand ergänzt. Die Reihenfolge der Bücher ist: Apostelgeschichte, Katholische Briefe, Paulusbriefe und Offenbarung des Johannes.
Der Text wurde einspaltig mit je 27 Zeilen geschrieben. Die Handschrift enthält Prolegomena, Tabellen der κεφαλαια, κεφαλαια, τιτλοι, Lektionar-Markierungen, incipits, Unterschriften, στιχοι und Synaxarion.
Die Handschrift enthält zusätzliches Material: Leben der Propheten und Abhandlung von Pseudo-Dorotheus über 12 Apostel und 70 Jünger Jesu (wie in Kodex 82).

## Text
Der griechische Text des Kodex repräsentiert den Byzantinischen Texttyp. Kurt Aland ordnete ihn in Kategorie V ein.
In den Katholischen Briefen enthält der Kodex 20 bis 30 % nicht-byzantinische Lesarten.

## Geschichte
Ein Mönch Antonius kaufte die Handschrift im Jahr 1079. Sie wurde in Konstantinopel aufbewahrt und von Pierre Séguier (1588–1672) erworben.
Die Handschrift wurde durch Bernard de Montfaucon und Johann Jakob Wettstein untersucht. Herman C. Hoskier kollationierte den Text der Apokalypse.
Der Kodex befindet sich in der Bibliothèque nationale de France (Coislin Gr. 205) in Paris.